# Áttila
Pour les articles homonymes, voir Carvalho.
Áttila de Carvalho, ou plus simplement Áttila, né le 16 décembre 1910 à Rio de Janeiro et date de décès inconnue, est un footballeur brésilien. Il participa notamment à la coupe du monde de 1934. Il jouait au poste d'attaquant.

## Biographie
Il commença sa carrière à l'América Football Club en 1928 et gagna le championnat de l'État de Rio en 1931. En 1933, il fut transféré au Botafogo FR avec qui il gagna encore deux titres de champions de l'État en 1933 et 1934.
Il a joué 8 matches sous les couleurs de la sélection brésilienne et a marqué 7 buts au cours de l'année 1934, mais aucune de ces rencontres n'était officielle.

## Sources
- (pt) Cet article est partiellement ou en totalité issu de l’article de Wikipédia en portugais intitulé « Áttila de Carvalho » (voir la liste des auteurs).